# Geografia di Gibuti

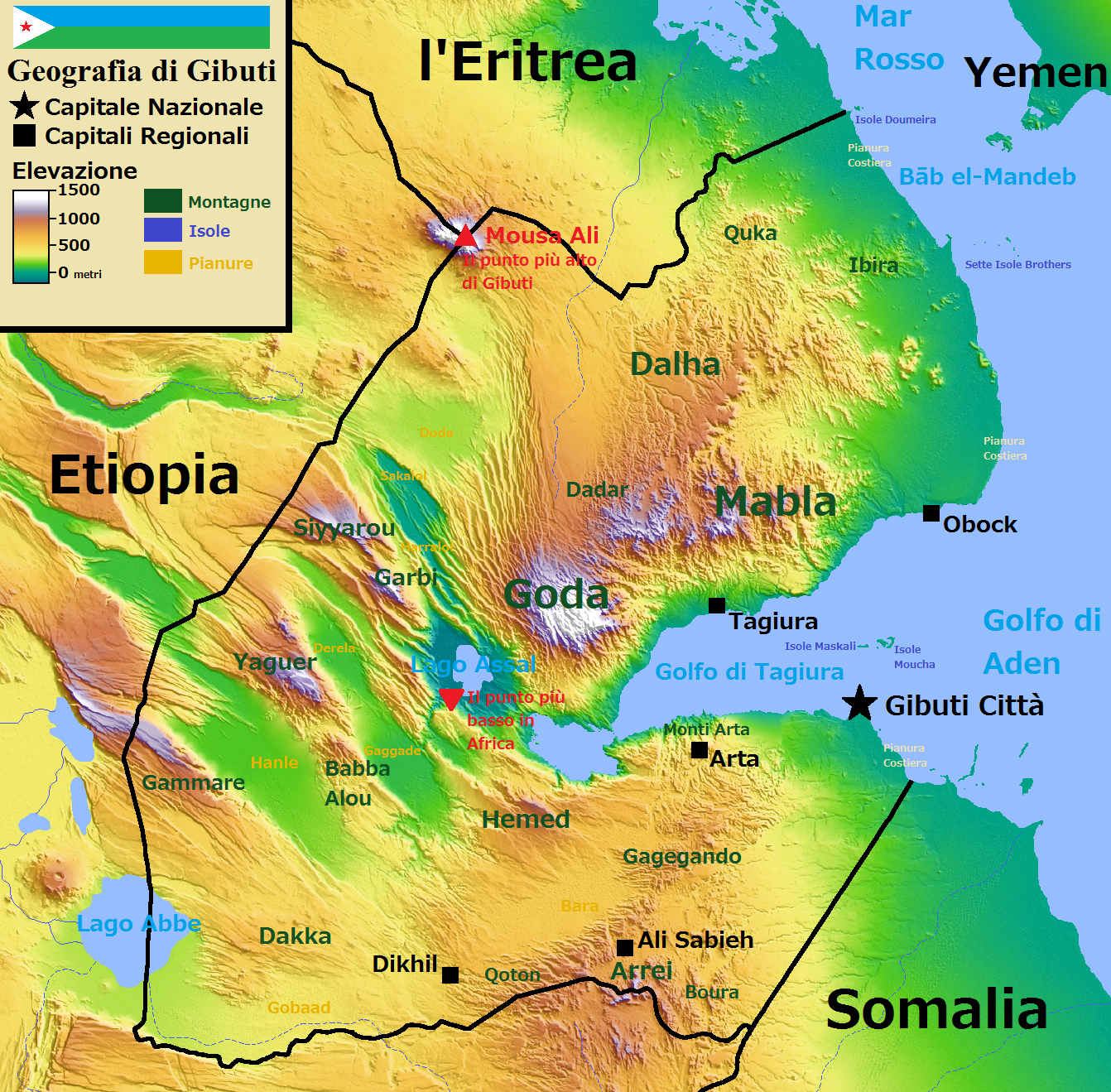
Mappa e topografia di Gibuti

Gibuti è un paese dell'Africa orientale che s'affaccia sul Golfo di Aden nel Mar Rosso, situato tra Eritrea e Somalia. Le sue coordinate sono 11°30′N 43°00′E.

## Geografia
Gibuti condivide 113 km di frontiera terrestre con l'Eritrea, 337 km con l'Etiopia e 58 km con la Somalia per un totale di 506 km. La sua linea di costa misura 314 km.
Il clima è caldo-secco desertico. Le catene montuose centrali separano una stretta piana costiera con gli altopiani interni. Il punto più basso è il lago Assal, una depressione che tocca i -155 metri sul livello del mare. Il più alto è la cima del monte Moussa Ali (2028 m). Tra le risorse naturali principali si annovera l'energia geotermica. Il 9% del suolo del paese è a pascolo permanente (stime del 1993), ma per la maggior parte è un territorio desertico.
Gibuti ha una posizione strategica prossima alle rotte di navigazione più trafficate del mondo per i giacimenti petroliferi arabi ed è capolinea del traffico ferroviario dell'Etiopia.

## Ambiente
I maggiori rischi naturali comprendono i terremoti, la siccità; forti piogge e inondazioni in seguito a cicloni provenienti dall'Oceano Indiano, insufficiente approvvigionamento di acqua potabile e desertificazione.

## Dati Generali
Area totale: 23.000 km² 

terra: 22.980 km² 

acqua: 20 km²
Confini terrestri: 506 km, di cui 337 con l'Etiopia, 113 con l'Eritrea, 58 con la Somalia
Linea di costa: 314 km.